# John E. Wool
John Ellis Wool (Newburgh, 29 febbraio 1784 – Troy, 10 novembre 1869) è stato un generale statunitense.

## Biografia
Nato nello Stato di New York nel 1784, in giovinezza fu prima apprendista presso un mercante, poi studiò legge. Tuttavia nel 1812, allo scoppio della guerra contro la Gran Bretagna, si arruolò volontario nell'esercito statunitense. Scalò presto i ranghi militari, divenendo prima tenente colonnello, poi colonnello e infine ispettore generale.
Energico e ambizioso, fu uno degli ufficiali più attivi durante gli anni '20 e '30 del XIX secolo, facendosi promotore dell'ammodernamento del sistema di fortezze statunitensi dopo aver osservato quelle europee durante un viaggio. Durante l'espulsione forzata dei nativi americani dalle ex-Tredici Colonie Wool fu incaricato di occuparsi dei Cherokee, coi quali si mostrò abbastanza accomodante in contrasto con la linea dura voluta dai governanti locali, scatenando così l'ira degli Stati del Sud, che chiesero e ottennero la sua rimozione. Wool venne allora riassegnato, acquisendo tuttavia molta popolarità nel Nord per la sua "vicinanza" ai nativi americani.
Promosso brigadier generale nel 1841, durante la guerra messico-statunitense fu uno dei principali comandanti americani, acquisendo lo status di eroe nazionale. Sfruttando ciò meditò una carriera politica, cercando di farsi nominare candidato del Partito Democratico alle elezioni presidenziali del 1852 e 1856, ma senza successo.
A partire dal 1854 fu di stanza in California per mantenere l'ordine nello Stato da poco ammesso all'Unione, ancora parte del Selvaggio West e preda di faide, brigantaggio e speculazioni terriere e minerarie incontrollate. Qui simpatizzò ancora una volta coi nativi americani, scontrandosi con i governatori di Washington Isaac Stevens e dell'Oregon George L. Curry, che ne stavano attuando un vero e proprio genocidio. Stevens e Curry scatenarono contro Wool un'imponente campagna mediatica, ottenendone infine il trasferimento nel 1857, non prima che il generale avesse tentato di trasferire i nativi in zone più sicure.
Allo scoppio della guerra civile americana era uno dei soli quattro generali allora in servizio (gli altri erano Winfield Scott, David E. Twiggs e William S. Harney), di cui Wool, allora 77enne, era il più anziano. Si dimostrò comunque assai propositivo, e ricevette il comando del fronte della Virginia, allora il più caldo del conflitto, catturando presto lo strategico Fort Monroe e, nel 1862, la zona del porto di Norfolk, rendendo così impossibile alla marina confederata operare nella baia di Chesapeake.
Nonostante Abraham Lincoln avesse assistito di persona alla cattura di Norfolk promuovendo Wool maggior generale per il grande successo, decise comunque di riassegnarlo perché lo riteneva troppo anziano per ricoprire un ruolo così impegnativo. Trasferito al comando della città di New York, tornò comunque protagonista durante i disordini di New York del luglio 1863, reprimendoli e instaurando la legge marziale nella città.
Il 1º agosto successivo Lincoln decise di congedare Wool dall'esercito. Il generale, nonostante fosse quasi ottantenne, si sentiva ancora in forze e perfettamente in grado di comandare, ma nonostante le vibranti proteste contro la decisione di Lincoln e le richieste ai successori Andrew Johnson e Ulysses Grant, non venne più reintegrato. Morì nel 1869, ad ottantacinque anni; era stato il comandante più anziano a ricoprire un ruolo attivo durante la guerra civile americana.